# Reljinci
Reljinci (cyr. Рељинци) – wieś w Serbii, w okręgu morawickim, w gminie Gornji Milanovac. W 2011 roku liczyła 197 mieszkańców.